# 1656 az irodalomban
Az 1656. év az irodalomban.

## Események
- november 20. – Apáczai Csere János elmondja De summa scholarum necessitate earumque inter Hungarorus barbariei causis (Az iskolák fölöttébb szükséges voltáról és a magyaroknál való barbár állapotuk okairól) című beköszöntő beszédét a kolozsvári református iskolában.

## Új művek
- 1656. január és 1657. március között megjelenik (Louis de Montalte álnéven) Blaise Pascal 18 levélből álló műve: Les Provinciales (magyarul Vidéki levelek címen ismert).

## Születések
- 1656 – Jean Galbert de Campistron francia költő, drámaíró († 1723)

## Halálozások
- szeptember 8. – Joseph Hall angol szatirikus író (* 1574)